# Histopona tranteevi
Histopona tranteevi là một loài nhện trong họ Agelenidae.
Loài này thuộc chi Histopona. Histopona tranteevi được miêu tả năm 1978 bởi Deltshev.